# Max Braun (Zoologe)

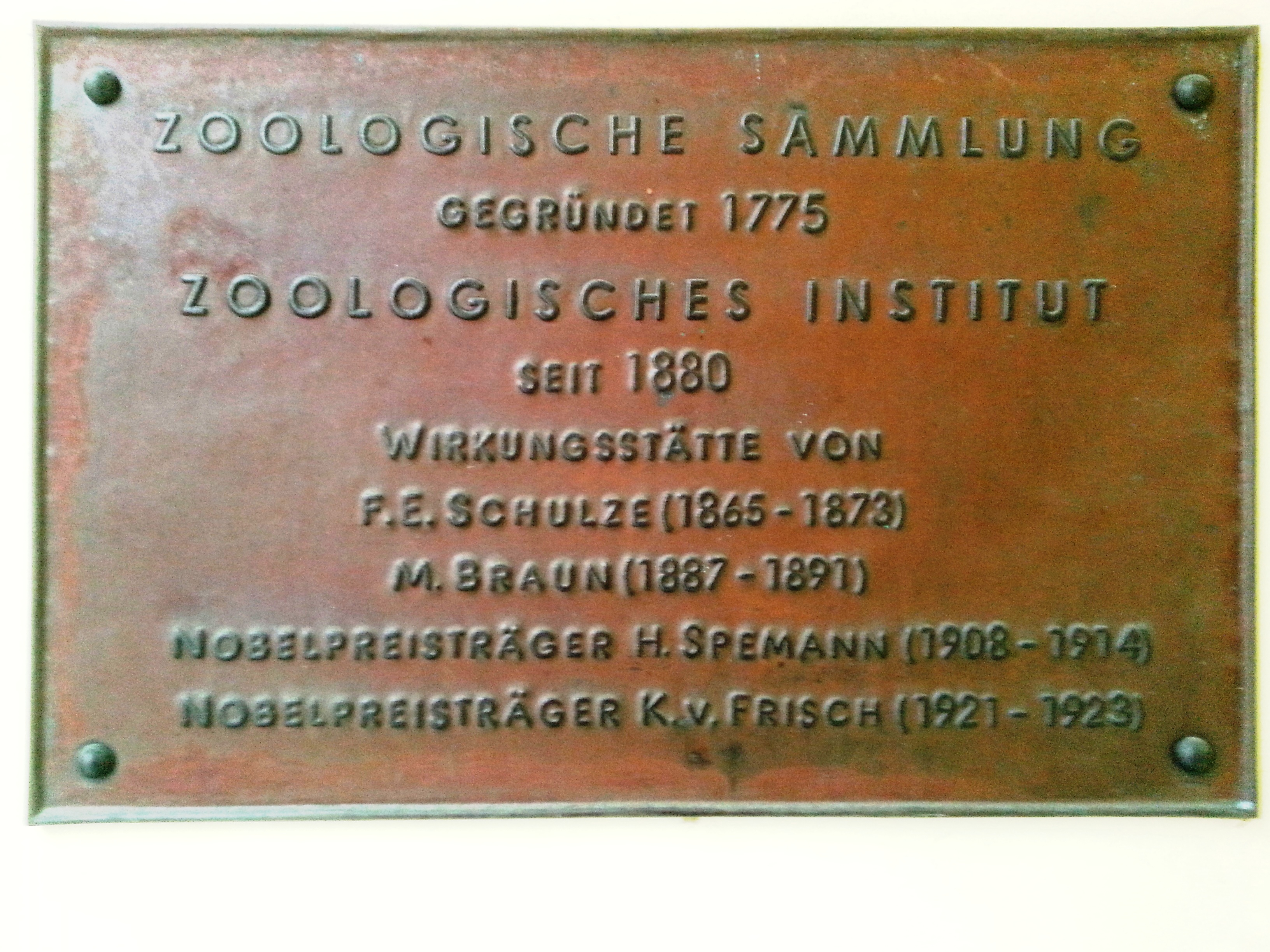
Erwähnung von Braun auf einer Plakette am zoologischen Institut der Universität Rostock

Maximilian Christian Gustav Carl Braun (* 30. September 1850 in Myslowitz (Oberschlesien); † 19. Februar 1930 in Königsberg, Preußen) war ein deutscher Zoologe.

## Leben
Nach dem Besuch des Gymnasiums in Brieg (Schlesien) nahm Braun 1870/71 am Krieg gegen Frankreich teil. Von 1871 bis 1874 studierte er in Greifswald und Würzburg Naturwissenschaften und Medizin. In Greifswald schloss er sich der Landsmannschaft Silesia an. 1874 wurde er in Würzburg zum Dr. med. promoviert. Nach einer kurzen Assistententätigkeit am Zoologischen Museum in Würzburg wurde er 1877 auch zum Dr. phil. promoviert. Im Sommer 1878 habilitierte er sich an der Universität Würzburg für Zoologie. Nach einer kurzen Tätigkeit als Privatdozent in Würzburg ging Braun 1880 als Prosektor an das Institut für vergleichende Anatomie der Kaiserlichen Universität Dorpat. 1883 wurde er in Dorpat zum Professor für Zoologie ernannt. Im Jahr 1885 wurde er zum Mitglied der Gelehrtenakademie Leopoldina gewählt. 1886 erhielt Braun eine ordentliche Professur für Zoologie an der Universität Rostock. Seit 1891 war Braun ordentlicher Professor für Zoologie und vergleichende Anatomie an der Universität Königsberg und Direktor des Zoologischen Museums in Königsberg. Dort erwarb er sich besondere Verdienste um die Einrichtung des Tiergartens. 1901/02 war Braun Rektor der Universität Königsberg. 1916/1917 war er Präsident der Deutschen Zoologischen Gesellschaft. 1921 wurde er in Königsberg emeritiert.
Als Zoologe ist Braun vor allem durch seine Arbeiten zur Parasitologie bekannt geworden, die teilweise auch ins Englische übersetzt wurden.
Max Braun war seit 1880 mit Toni Leisterer verheiratet. Ihre Söhne, der Geograph Gustav Braun (1881–1940) und der Philosoph Otto Braun (1885–1922), wurden ebenfalls Hochschullehrer.

## Schriften
- Beiträge zur Kenntniss der Fauna baltica: 1: Ueber Dorpater Brunnenplanarien, Dorpat 1881.
- Die tierischen Parasiten des Menschen, Würzburg 1883 (6. verb. Aufl. mit Otto Seifert, 2 Bde. Leipzig 1925/26).
- Das zootomische Practicum. Eine Anleitung zur Ausführung zoologischer Untersuchungen für Studierende der Naturwissenschaft, Mediciner, Ärzte und Lehrer, Stuttgart 1886.
- Leitfaden zur Untersuchung der tierischen Parasiten des Menschen und der Haustiere, für Studierende, Ärzte und Tierärzte (zus. mit Max Lühe), Würzburg 1909 (diverse Neuauflagen).
- Fortsetzung von Bronns Klassen und Ordnungen des Thier-Reichs., Bd. 4. Vermes / Abt. 1, Leipzig 1879 ff.